# Pêchard (cheval)
 (août 2021).
Pêchard, surnommé François, né vers 1960 et mort le 18 avril 1994, est le dernier cheval de trait qui a été au travail dans les vignes de Limoux, avec son propriétaire Henri Santisbèbe. Devenu célèbre grâce à la vente de photographies et de cartes postales le représentant, il est statufié après sa mort, dans la commune où il a vécu.

## Histoire
Pêchard est un cheval de trait travaillant dans les vignes de Limoux avec son propriétaire, un vigneron du nom de Henri Santisbèbe,. Ce cheval de trait travaille ainsi durant une trentaine d'années, finissant par devenir le dernier cheval de vigne de sa région. Pêchard est réputé pour connaître parfaitement le trajet qu'il emprunte, et pour s'arrêter de lui-même aux feux rouges si Henri s'est endormi dans sa charrette,. Il tire aussi la charrette du mannequin lors du carnaval local.
En 1991, Henri Santisbèbe tombe malade et doit être hospitalisé puis placé en maison de retraite ; le sort de Pêchard, « promis à une mort dans l'indifférence », émeut les habitants de la commune, dont un peintre amateur local qui vend des reproductions d'un tableau représentant Pêchard et Henri ; il crée une association, « Les amis de Pêchard », et ouvre un compte bancaire afin de financer les soins du cheval,. Pêchard est hébergé sur un terrain de centre aéré.
L'histoire de Pêchard attire alors l'attention de la presse nationale (Cheval Magazine) et internationale, ainsi que celle de la Fondation Brigitte-Bardot,. Les ventes élevées de cartes postales permettent de financer les soins de Pêchard jusqu'à sa mort, âgé de 34 ans, et survenue le 18 avril 1994,.

## Description
Pêchard est de race Percheron d'après Colette Gouvion et Philippe Krümm. Cependant, les cartes postales le représentent de robe aubère, une couleur interdite dans le standard du Percheron.

## Postérité
Une statue à l'effigie de Pêchard est inaugurée le 13 juin 1998 à l'entrée de Limoux, sur la route de Carcassonne,,. Elle comporte une description de l'histoire du cheval et de son propriétaire, dans trois langues. Cela a été rendu possible grâce au crédit du compte bancaire dédié aux soins de Pêchard. 
Cette statue a été vandalisée plusieurs fois depuis.
L'association des amis de Pêchard est dissoute en 2016 ; le solde du compte bancaire est versé le 23 mars 2016 au club hippique de Limoux, qui accueille pour l'occasion une jument de trait de race Comtoise.